# آنتونی ادورس
آنتونی ادورس (به انگلیسی: Anthony Adverse) فیلمی حماسی به کارگردانی مروین لیروی محصول کشور ایالات متحده آمریکا است.